# Kleingewässer Achterberg
Die Kleingewässer Achterberg sind ein Naturschutzgebiet in der niedersächsischen Stadt Bad Bentheim im Landkreis Grafschaft Bentheim.

## Allgemeines
Das Naturschutzgebiet mit dem Kennzeichen NSG WE 284 ist etwa 5,8 Hektar groß. 2,77 Hektar sind als gleichnamiges FFH-Gebiet ausgewiesen.  Das Gebiet steht seit dem 21. Juli 2016 unter Naturschutz. In ihm ist das 1988 ausgewiesene Naturdenkmal „Gerlachsche Fläche“ (Kennzeichen: ND NOH 18) aufgegangen. Zuständige untere Naturschutzbehörde ist der Landkreis Grafschaft Bentheim.

## Beschreibung
Das Naturschutzgebiet liegt südwestlich des Bad Bentheimer Ortsteils Gildehaus in der Münsterländischen Tieflandsbucht. Es stellt einen Komplex nährstoffarmer Kleingewässer mit angrenzenden Flächen unter Schutz. In den Kleingewässern siedelt artenreiche Strandlings- und Zwergbinsenvegetation. Auf den angrenzenden Flächen befinden sich Pioniervegetation, Feuchtheiden und Torfmoorschlenken mit Schnabelbinsen-Gesellschaften sowie versumpfte Flächen und Feuchtgrünland.
Die Gewässer wurden 1986 als Kompensationsmaßnahme angelegt und die Fläche 1988 im Rahmen eines Flurbereinigungsverfahrens vom Landkreis Grafschaft Bentheim erworben. Nach Osten sind bewaldete Flächen in das Naturschutzgebiet einbezogen. Hier stocken Kiefern- und Birkenpionierwald sowie Feuchtgebüsche. Der bewaldete Bereich dient in erster Linie als Puffer für den Gewässerkomplex.
Im Naturschutzgebiet siedeln u. a. Flutender Sellerie, Kleiner Wasserschlauch, Reinweißer Wasserhahnenfuß, Igelschlauch, Hirsesegge, Nadelsumpfbinse, Vielstängelige Sumpfbinse, Strandling, Wasserlobelie, Sumpfjohanniskraut und Pillenfarn. Das Naturschutzgebiet beherbergt eines der wenigen bekannten Vorkommen des Froschkrauts im niedersächsischen Teil des Naturraums. Die Feuchtheiden werden in erster Linie von Glockenheide gebildet. Hier siedeln auch Fadenenzian, Lungenenzian, Moorlilie, Braunes Schnabelried und Besenheide sowie Torfmoose. Die Torfmoorschlenken beherbergen u. a. Mittleren und Rundblättrigen Sonnentau sowie Sumpfbärlapp.
Um den Lebensraum für viele gefährdete Pflanzen- und Tierarten zu erhalten, wird der Verbuschung durch Entkusselungsmaßnahmen entgegengewirkt. 2014 wurde das Gewässer entschlammt, um seiner Verlandung entgegenzuwirken und die Lebensbedingungen für Strandling und Froschkraut zu verbessern.
Das Naturschutzgebiet grenzt nach Norden an einen Wirtschaftsweg und ist ansonsten von landwirtschaftlichen Nutzflächen umgeben.